# Cal Seixanta
Cal Seixanta és una masia al despoblat de Montpaó al terme de Calafell (al Baix Penedès) protegida com a bé cultural d'interès local. Es tracta d'un edifici de planta rectangular allargada, amb un eix longitudinal orientat de llevant a ponent, amb planta baixa i planta pis, constituït per dos cossos que corresponen a cases adossades. El cos del costat oest té una coberta de doble vessant amb carener paral·lel a la façana. La part anterior de la coberta del cos de la banda oest té a mateixa inclinació però la part posterior és situada a nivell més baix i té menys inclinació.
La façana principal és orientada a sud i té dos portals d'arc escarser de pedra treballada i diverses finestres rectangulars amb clavellinera. La façana té un arrebossat contemporani de morter de ciment. A la part posterior de l'edifici principal hi ha diversos cossos afegits. Totes les finestres tenen reixa de ferro.
S'ha emprat el sistema constructiu tradicional a base de murs de càrrega i soleres unidireccionals fetes, probablement amb bigues de fusta. Els materials de fàbrica de les parts històriques són de maçoneria i morter de calç. Els portals de la planta baixa i les clavellineres són fetes de pedra local.